# 拉绍迪耶尔
拉绍迪耶尔（法語：La Chaudière，法語發音：[la ʃodjɛʁ]）是法国德龙省的一个市镇，属于迪镇区。

## 地理
拉绍迪耶尔（44°37'54"N, 5°12'59"E）面积12.17 平方千米，位于法国奥弗涅-罗讷-阿尔卑斯大区德龙省，该省份为法国东南部内陆省份，北起顺时针与伊泽尔省、上阿尔卑斯省、上普罗旺斯阿尔卑斯省、沃克吕兹省和阿尔代什省接壤。
与拉绍迪耶尔接壤的市镇（或旧市镇、城区）包括：比讷河畔贝佐丹、沙斯泰勒阿尔诺、普拉代勒、罗什富尔沙、迪瓦地区圣伯努瓦、苏村、莱托尼勒。
拉绍迪耶尔的时区为UTC+01:00、UTC+02:00（夏令时）。

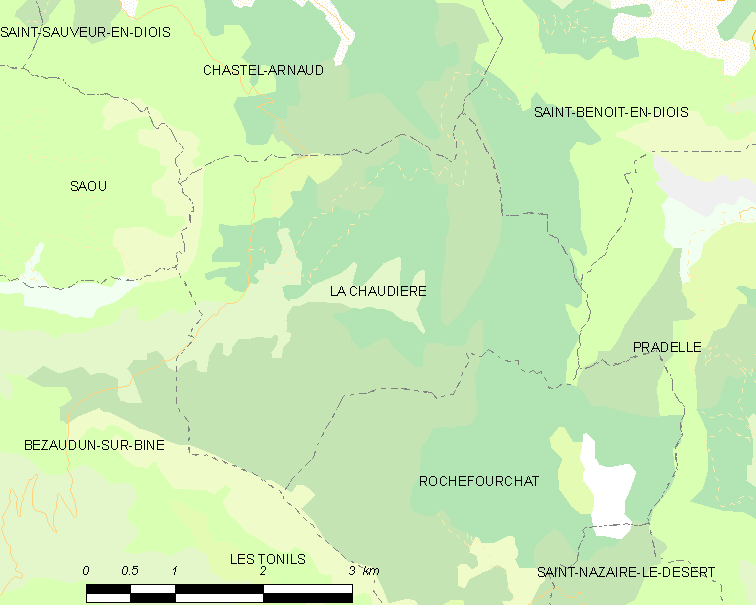
拉绍迪耶尔的OSM定位图

## 行政
拉绍迪耶尔的邮政编码为26340，INSEE市镇编码为26090。

## 政治
拉绍迪耶尔所属的省级选区为迪瓦县。

## 人口

1962-2008年间拉绍迪耶尔人口变化图示

拉绍迪耶尔于2022年1月1日时的人口数量为31人。